# Florian Trmal
Florian Trmal (Vienna, 29 agosto 1989) è un ex cestista austriaco.

## Palmarès
- Campionato austriaco: 1

BC Vienna: 2012-13